# Anielka
Anielka – powieść Bolesława Prusa. Powieść ta po raz pierwszy ukazała się w odcinkach w „Kurierze Warszawskim” (17 IV - 8 VII 1880) pod tytułem Chybiona powieść. Wydanie książkowe w trochę zmienionej wersji ukazało się w 1885 roku.

## Treść
Autor stworzył w niej doskonały portret psychologiczny trzynastoletniej dziewczynki Anielki, której prostota dziecięcej naiwności spojrzenia na świat tym bardziej wyostrza konflikty psychologiczne oraz ekonomiczne.
Anielka jest córką dziedzica, który okazuje się próżniakiem i utracjuszem rujnującym majątek rodzinny. Anielka, będąc dziewczyną dobrą, wrażliwą i spostrzegawczą, przeżywa głębokie rozczarowanie, widząc, jak głęboko odbiega życiowa praktyka od oficjalnie głoszonych w jej środowisku zasad moralnych. Dom Anielki, z winy nieudolnego ojca, rozpada się, a ona sama także umiera w niedostatku, nie mogąc znieść śmierci matki.